# Jan Boris Uhlíř
Jan Boris Uhlíř (* 17. září 1972 Praha) je český historik, vysokoškolský pedagog a soudní znalec zabývající se moderními českými dějinami, především pak Protektorátem Čechy a Morava a dějinami Třetí říše. Je autorem řady monografií, včetně děl Protektorát Čechy a Morava v obrazech (2007), Karl H. Frank 1939–1946, Obrazový životopis kata českého národa (2016), Protektorát Čechy a Morava 1939–1942, Srdce Třetí říše (2017) a spoluautorem databáze Die toten von Plötzensee (2023). 

## Životopis
Po maturitě na gymnáziu Přípotoční v Praze (1991) studoval na Filozofické fakultě Univerzity Karlovy (1992–1998, resp. 2001) a Humboldtově univerzitě v Berlíně (2000–2001); diplomová práce: Nástin vývoje domácí sokolské protinacistické rezistence 1938–1941 (1997), rigorózní práce: Základní aspekty sokolské protinacistické rezistence (2002), disertační práce: Sokol v české společnosti za protektorátu. Organizovaná rezistence ČOS (2005). Jako člen studentské kurie Akademického senátu Filozofické fakulty Univerzity Karlovy (1993 – 2001) se zasadil o vznik Ceny Jana Palacha, která se od roku 1998 uděluje za vynikající studijní výsledky. Na jeho odborném růstu se výrazně podílel historik Jan Kuklík. Pracoval v Ústavu pro soudobé dějiny AV ČR (1992–1993 a 1997–1998), Středisku pro dokumentaci protiprávnosti komunistického režimu MS ČR (1994) a Vojenském historickém ústavu Praha (1995–1996 a 2005–2013).
V červnu 2013 byl jmenován znalcem pro obor sociální vědy – odvětví politologie, specializace nacismus, fašismus, neonacismus, neofašismus.
Specializuje se na problematiku Česko-Slovenska, Protektorátu Čechy a Morava a Třetí říše, především pak na domácí protinacistický odboj. Publikuje od roku 1992. Je autorem či spoluautorem osmi knižních monografií a téměř 400 studií a článků v odborném i denním tisku u nás i v zahraničí. Dlouhodobě spolupracuje s Českou televizí a Českým rozhlasem. Je mu blízký pozitivismus Gollovy školy.
V roce 2006 inicioval státní pohřeb předsedy protektorátní vlády generála Aloise Eliáše, v roce 2010 udělení čestného občanství Městské části Praha 2 vydavatelce odbojového časopisu „V boj“ Ireně Bernáškové a v roce 2011 vznik pietního místa v jízdárně kasáren v Praze-Ruzyni, kde byly v roce 1941 po nástupu Reinharda Heydricha do funkce zastupujícího říšského protektora popraveny špičky domácího odboje.
V letech 2012–2013 se zasadil o vznik zákona, kterým byl mezi významné dny České republiky zařazen Den památky Jana Palacha. Je činný v ČOS, v letech 1998–2007 byl vzdělavatelem T. J. Sokol Praha – Královské Vinohrady; v letech 2007–2022 byl ve stejné jednotě starostou.
V lednu 2018 byl jmenován znalcem pro obor sociální vědy – odvětví politologie, specializace Třetí říše, Protektorát Čechy a Morava a druhá světová válka. V letech 2019–2022 byl členem Kontrolní komise ČOS, v březnu 2020 se stal vědeckým spolupracovníkem Památníku německého odboje (Gedenkstätte Deutscher Widerstand) v Berlíně. Od roku 2022 je místostarostou sokolské župy Jana Podlipného. V letech 2022–2024 byl též členem předsednictva ČOS, z něj však v březnu 2024 odstoupil poté, co jako jediný člen ve výboru nezískal důvěru. Od září 2023 přednáší na Historickém ústavu Filozofické fakulty Univerzity Hradec Králové.

### Monografie
- Sokol proti totalitě 1938–1952, Praha 2001 (spoluautor M. Waic)
- Ve stínu říšské orlice. Protektorát Čechy a Morava, odboj a kolaborace, Praha 2002
- Praha ve stínu hákového kříže, Praha 2005 (spoluautor J. Kaplan)
- Protektorát Čechy a Morava v obrazech, Praha 2007
- Od Mnichova k protektorátu, Praha 2009 (spoluautor M. Burian)
- Bomby na Prahu. Nálety z roku 1945 objektivem Stanislava Maršála, Praha 2011
- Karl H. Frank 1939–1946. Obrazový životopis kata českého národa, Praha 2016
- Protektorát Čechy a Morava 1939–1942. Srdce Třetí říše, Praha 2017
- Sokol za protektorátu. Organizovaná rezistence ČOS, Praha 2018
- Die toten von Plötzensee, Berlin 2023 (spoluautoři J. Albert, P. Behrens, C. von der Heiden, A. Herbst, M. Hofmann, T. Lucht, A. Paltian, Ch. Sandow,  D. Schulle, S. Steinbach, U. Stiepani, J. Tuchel)
- Die Blutnächte von Plötzensee 1943, Berlin 2023 (spoluautoři P. Behrens, A. Paltian, J. Tuchel)
- Die tschechischen Opfer von Plötzensee, Berlin 2023 (spoluautoři P. Behrens, A. Paltian, J. Tuchel)

### Odborný tisk
- Claus von Stauffenberg a 20. červenec 1944. In: Historický obzor č. 4, s. 85 – 91 (duben 1994)
- Operace Overlord – návrat do Francie. In: Historický obzor č. 6, s. 127 – 130 (červen 1994)
- Jan Uher. In: Historický obzor č. 12, s. 282 – 283 (prosinec 1994)
- Vladimír Krajina – vědec a politik. In: Historický obzor č. 1, s. 16 – 20 (leden 1995)
- Vojenskopolitické aspekty Pražského povstání. In: Historický obzor č. 9 – 10, s. 228 – 234, část I. (září – říjen 1995)
- Vojenskopolitické aspekty Pražského povstání. In: Historický obzor č. 11 – 12, s. 271 – 275, část II. (listopad – prosinec 1995)
- Tragický osud třetího prezidenta. In: Historie a vojenství č. 6, s. 178 – 180 (prosinec 1995)
- Zamyšlení nad životem a dílem Doc. PhDr. Tomáše Pasáka, CSc. In: Historie a vojenství č. 1, s. 124 – 129 (leden 1996)
- Obžalovaní z Norimberka. In: Historický obzor č. 9 – 10, s. 194 – 200 (září – říjen 1996)
- K pokusu o dokumentaci německo-českých vztahů v období 1933 – 1945. In: Historie a vojenství č. 4, s. 188 – 191 (srpen 1996)
- 20. červenec 1944 v německé a české historiografii. In: Historie a vojenství č. 5, s. 44 – 69 (říjen 1996)
- Osudové dny Jana Palacha. In: Historický obzor č. 1 – 2, s. 19 – 22 (leden – únor 1997)
- Anton Bruckner. Život pod zorným úhlem věčnosti. In: Historický obzor č. 5 – 6, s. 120 – 122 (květen – červen 1997)
- X. všesokolský slet 1938 a podíl sokolstva na zápase na obranu republiky. In: Historie a vojenství č. 4, s. 47 – 70 (srpen 1997)
- Národní demokrat Ladislav Rašín. In: Historický obzor č. 9 – 10, s. 219 – 222, část I. (září – říjen 1998)
- Národní demokrat Ladislav Rašín. In: Historický obzor č. 11 – 12, s. 258 – 265, část II. (listopad – prosinec 1998)
- 15. březen 1939. Počátek okupace na stránkách českého tisku. In: Historický obzor č. 3 – 4, s. 70 – 76 (březen – duben 1999)
- O co jsme přišli po Mnichovu. In: Historický obzor č. 9 – 10, s. 221 – 225 (září – říjen 1999)
- Křížová cesta Emila Háchy. In: Historický obzor č. 11 – 12, s. 275 – 276 (listopad – prosinec 1999)
- Zemský národní výbor. Jeho místo v rámci první rezistenční garnitury. In: Dějiny a současnost č. 1, s. 26 – 30 (leden – únor 2000)
- Nerovný zápas. Berlín a rozklad Malé dohody. In: Historický obzor č. 3 – 4, s. 90 – 91 (březen – duben 2000)
- Compiègne 1940. In: Historický obzor č. 5 – 6, s. 130 – 134 (květen – červen 2000)
- 20. červenec 1944 v českém protektorátním tisku. In: Moderní dějiny č. 8, str. 83 – 104 (prosinec 2000)
- Charles de Gaulle ve světle svých válečných pamětí. In: Historický obzor č. 1 – 2, s. 29 – 37 (leden – únor 2001)
- Sokolská odbojová organizace Jindra. Závěrečná zpráva gestapa. In: Soudobé dějiny č. 4, s. 791 – 811 (prosinec 2001)
- Knapík, J.: Kdo spoutal naši kulturu. Portrét stalinisty Gustava Bareše. In: Historický obzor č. 3 – 4, str. 91 (březen – duben 2002)
- Osud ministerského předsedy. In: Historický obzor č. 7 – 8, s. 146 – 152 (červenec – srpen 2002)
- Ve stínu říšské orlice. Protektorát Čechy a Morava, odboj a kolaborace 1939 – 1945. In: Historický obzor č. 9 – 10, s. 231 – 235, ukázka (září – říjen 2002)

- Druhá republika. Stát, který nikdo nechtěl. In: Historický obzor č. 5 – 6 (květen – červen 2003), s. 123 – 135
- Valkýra. Dozvuky pokusu o státní převrat z 20. července 1944 v Protektorátu Čechy a Morava. In: Historie a vojenství, č. 4, s. 50 – 65 (prosinec 2005)
- Wolfsschanze. In: Historie a vojenství č. 4, s. 123 – 125 (prosinec 2005)
- Zánik desantu ANTIMONY. In: Historie a vojenství, č. 1, s. 53 – 60 (únor 2006)
- Prag 27. Mai 1945 10,35 Uhr. Das Heydrich Attentat. Přelomová výstava Vojenského historického ústavu v Německém technickém muzeu v Berlíně. In: Historie a vojenství č. 1, s. 108 – 111 (únor 2006)
- Evropská velkoměsta za 2. světové války. In: Historie a vojenství č. 1, s. 124 (únor 2006)
- Emanuel Moravec. Český nacionální socialista. In: Historie a vojenství, č. 2, s. 25 – 39 (červen 2006)
- Emanuel Moravec. Český nacionální socialista. In: Historie a vojenství, č. 3, s. 49 – 63 (září 2006)
- Chlebíčková aféra. Poslední odbojový čin ministerského předsedy Aloise Eliáše. In: Historie a vojenství č. 4, s. 37 – 48 (listopad 2006)
- Památník německého odboje. In: Historie a vojenství č. 1, s. 127 – 129 (březen 2007)
- Vzpomínka na doc. PhDr. Borise Uhra, CSc. K nedožitým 85. narozeninám. In: Pedagogika č. 3, s. 296 – 299 (září 2008)
- Mnichovská dohoda. Otazníky kolem originálů? In: Historie a vojenství č. 4, s. 87 – 91 (listopad 2008)
- 15. březen 1939. In: Historický obzor č. 3 – 4, s. 50 – 57 (březen 2009)
- Pozůstalost po fotografu Stanislavu Maršálovi. In: Historie a vojenství č. 1, s. 105 – 108 (březen 2009)
- Od Mnichova k protektorátu. In: Historie a vojenství č. 1, s. 114 (březen 2009)
- Jan Kuklík (1940–2009). In: Historie a vojenství č. 4, s. 137 – 139 (listopad 2009)
- Fotoalbum Jana Kubiše (I. část). In: Historie a vojenství č. 1, s. 112 – 124 (srpen 2010) (spoluautor M. Burian)
- Fotoalbum Jana Kubiše (II. část). In: Historie a vojenství č. 2, s. 124 – 133 (září 2010) (spoluautor M. Burian)
- Fotoalbum Jana Kubiše (III. část). In: Historie a vojenství č. 3, s. 110 – 119 (říjen 2010) (spoluautor M. Burian)
- Fotoalbum Jana Kubiše (IV. část). In: Historie a vojenství č. 4, s. 102 – 111 (říjen 2010) (spoluautor M. Burian)
- Z pozůstalosti Jiřího Osolsobě. In: Historie a vojenství č. 3, s. 118 – 119 (červenec 2011)
- Nové fotografie a dokumenty k náletům na Prahu v roce 1945. In: Historie a vojenství č. 1, s. 112 – 113 (březen 2012)
- Poslední hodiny gen. Aloise Eliáše. In: Historie a vojenství č. 2, s. 123 (červen 2012)
- Konzervace motáků pplk. Josefa Mašína. In: Historie a vojenství č. 3, s. 108 – 111 (spoluautoři M. Ďurovič a B. Bartl; září 2012)
- K 80. narozeninám profesora Roberta Kvačka. In: Historie a vojenství č. 4, s. 115 – 116 (listopad 2012)

### Recenze
- Klimek, Antonín: Boj o Hrad II. Kdo po Masarykovi? (1926 – 1935). In: Historie a vojenství č. 1 (duben 1999)
- Brandes, D.: Češi pod německým protektorátem. Okupační politika, kolaborace a odboj 1939 – 1945. In: Soudobé dějiny č. 4, s. 639 (prosinec 1999)
- Čelovský, B.: Mnichovská dohoda 1938. In: Soudobé dějiny č. 4, s. 639 – 640 (prosinec 1999)
- Tejchman, M.: Ve službách Třetí říše. Hitlerovy zahraniční jednotky. In: Soudobé dějiny č. 4, s. 649 – 650 (prosinec 1999)
- Padfield, P.: Himmler. Reichsführer SS. In: Soudobé dějiny č. 4, s. 651 – 652 (prosinec 1999)
- Pool, J.. Tajní spojenci Adolfa Hitlera 1933 – 1945. In: Soudobé dějiny č. 4, s. 652 – 653 (prosinec 1999)
- Eliáš, A. – Pasák, T. – Možná – Meisnarová, F.: V boji a zajetí. Příběh legionáře a důstojníka Aloise Eliáše; Eliášová, J. – Pasák, T.: Heydrich do Prahy – Eliáš do vězení. In: Historický obzor č. 9 – 10, s. 239 (září – říjen 2002)
- Benz, W.: Geschichte des Dritten Reiches. In: Historie a vojenství č. 1, s. 141 – 142 (únor 2006)
- Burleigh, M.: Die Zeit des Nationalsozialismus. In: Historie a vojenství č. 1, s. 142 – 143 (únor 2006)
- Bárta, D.: Tagebuch aus dem KZ Ebensee. Ed. F. Freund a V. Pawlowsky. In: Historie a vojenství č. 1, s. 141 – 142 (únor 2006)
- Die Gestapo im Zweiten Weltkrieg. ‚Heimatfront‘ und besetztes Europa. Ed. G. Paul a K. M. Mallmann. In: Historie a vojenství č. 1, s. 143 – 144 (únor 2006)
- Smid, D., C.: Dreiecksgeschichten. Die Schweizerische Diplomatie, das „Dritter Reich“ und die böhmischen Länder 1938 – 1945. In: Historie a vojenství č. 3, s. 143 – 144 (září 2006)
- Evans, R.: Das Dritte Reich. Aufstieg. In: Historie a vojenství č. 3, s. 144 – 145 (září 2006)
- Weiss, H.: Biographisches Lexikon zum Dritten Reich. In: Historie a vojenství č. 1, s. 150 (březen 2007)
- Klee, E.: Das Personenlexikon zum Dritten Reich. In: Historie a vojenství č. 2, s. 148 – 149 (červen 2007)
- Gebhart, J. – Kuklík, J.: Velké dějiny zemí Koruny české, sv. XV.a a XV.b 1938 – 1945. In: Historie a vojenství č. 3, s. 143 – 144 (září 2007)
- Hoffmann, P.: Claus Schenk von Stauffenberg. In: Historie a vojenství č. 2, s. 145 – 146 (duben 2011)

### Sborníky
- Profesor Jan Uher a jeho činnost v Sokole. In: Prof Jan Uher 1891 – 1942, Praha 1992, ed. T. Pasák s. 19 – 21
- Prof. Jan Uher a počátky moravské protinacistické rezistence. In: Sokol, jeho vznik, vývoj a význam, Praha 1998, ed. M. Waic, s. 35 – 40
- Student jako partner. In: Filosofie, výchova, hodnoty. Sborník k významnému životnímu jubileu prof. PhDr. Jaroslavy Peškové, CSc., Praha 1999, ed. S. Dorotíková, J. Koťa, P. Lipertová, s. 5 – 6
- Profesor Jan Uher – sokolský ideolog a odbojář. In: Sokol, učitelstvo a vznik ČSR, Přerov 1998, ed. F. Hýbl, s. 46 – 49
- Život a smrt Masarykova knihovníka. In: Našim jubilantkám. Sborník příspěvků k poctě životního jubilea Věry Beránkové, prom. hist., PhDr. Dagmar Culkové a PhDr. Marie Liškové, Praha 2000, ed. A. Pazderová, J. Kahuda, s. 248 – 251
- Vladimír J. Krajina. Poslední představitel ÚVODu a jeho zatčení. In: Pocta profesoru Janu Kuklíkovi, Praha 2000, ed. J. B. Uhlíř, s. 195 – 204
- V otcových šlépějích – Boris Uher a Sokol. In: J. Cach, J. B. Čapek, B. Uher a další představitelé dějin české a slovenské pedagogiky 2. poloviny 20. století, Přerov 2004, ed. F. Hýbl, s. 35 – 39
- Ministerský předseda Alois Eliáš. In: Generál Alois Eliáš (1890 – 1942), Praha 2006, ed. Úřad vlády ČR a Vojenský historický ústav Praha, s. 12 – 17
- Das „Heydrich-Attentat“ in Prag, 1942. In: Deutschland Archiv – Drittes Reich Dokumente, Braunschweig 2006, 3 s.
- Das „Protektorat Böhmen und Mähren“, 1939 – 1945 In: Deutschland Archiv – Drittes Reich Dokumente, Braunschweig 2006, 3 s.
- Edvard Beneš – druhá emigrace. In: Mnichov 1939. Sedmdesát let poté, Praha 2008, ed. J. Dejmek a M. Loužek, s. 173 – 182
- Třicátý listopad 1938. In: Emil Hácha. Před 70 lety zvolen třetím prezidentem ČSR, Praha 2008, ed. J. Rubín, J. Tomeš, s. 35 – 37
- Spolupráce Emila Háchy s Jiřím Havelkou a Aloisem Eliášem. In: Emil Hácha. Před 70 lety zvolen třetím prezidentem ČSR, Praha 2008, ed. J. Rubín, J. Tomeš, s. 93 – 99
- Emanuel Moravec 1939 – 1945. In: Okupace, kolaborace, retribuce, Praha 2010, ed. I. Pejčoch, J. Plachý a kol., s. 134 – 138
- Ženu statečnou kdo nalezne? In: Psáno do oblak, Praha 2012, ed. J. Hasil, M. Hrdlička, s. 113 – 118
- Občané Československa popravení v Berlíně – Plötzensee. In: Sborník Archivu bezpečnostních složek, roč. 19/2021, s. 255 – 305

### Předmluvy a doslovy
- Úvodem. In: Čvančara, J.: Heydrich, Praha 2004, s. 8 – 9
- Předmluva. In: Fest, J. – Hoffmann, H.: Hitler. Tváře diktátora, Praha 2005, s. 5
- Úvodem. In: Vybíhal, J.: Jihlava pod hákovým křížem, Pelhřimov 2009, s. 5 – 6
- 20. červenec 1944 a německý vojenský odboj proti Hitlerovi. In: Boeselager, P.: Chtěli jsme zabít Hitlera, Praha 2009, s. 164 – 188
- Předmluva. In: Kubín, M. – Jurman, H. – Vomela, P.: Partyzánská odysea a osud Věry Pilařové, Karlovy Vary 2012, s. 7
- Předmluva. In: Kubín, M. – Jurman, H. – Vomela, P.: Partyzáni Vysočiny a krvavý konec války, Praha 2015, s. 5 – 6
- Doslov. In: Kubín, M – Jurman, H. – Vomela, P.: Partyzáni Vysočiny a krvavý konec války, Praha 2015, s. 147
- Úvodní slovo. In: Drábek, J.: Dva životy Vladimíra Krajiny, Praha 2016, s. 7 – 10
- Úvodem. In: Morrell, S.: Viděl jsem ukřižování, Praha 2020, s. 7 – 12
- Úvodem. In: Homola, Z.: Generál Bedřich Homola. Vrchní velitel Obrany národa. Zakázaný hrdina, Praha 2020, s. 9 – 12
- Úvodní slovo. In: Někomu život, někomu smrt. Československý odboj a nacistická okupace 1939–1941, Praha 2022, s. 10 – 11